# Amal al-Harbi
Amal al-Harbi (en árabe أمل الحربي ) es una de los activistas por los derechos de las mujeres en Arabia Saudí y esposa del activista Fowzan al-Harbi, uno de los fundadores de la Asociación Saudí de Derechos Civiles y Políticos que fue detenido el 23 de diciembre de 1435H (26 de diciembre de 2013).

## Detención
El 30 de julio de 2018 Amal al-Harbi fue detenida por razones desconocidas, mientras realizaba un crucero en la playa de Jeddah en compañía de sus hijos. Durante 8 meses se ha encontrado recluida en la prisión de Dhahban (Yidda). Actualmente, continua en esta prisión.

## Juicio contra los activistas defensores de los derechos de las mujeres en Arabia Saudí
El 13 de marzo de 2019 tuvo lugar la primera sesión del juicio. Amal al-Harbi junto con Loujain Alhathloul, Eman al-Nafjan, Aziza al-Yousef, Hatoon al Fassi, Shadan al Onezi, Mayaa al Zahrani, Rokaya Mohareb, Abeer Namankani y una mujer que ALQST no ha logrado identificar, declararon ante el Tribunal Penal de Riyahd, a pesar de que, la primera sesión del juicio fuese a ser celebrada en el Tribunal Especial Antiterrorista. El demandante solicitó la aplicación del artículo 6 del sistema de delitos cibernéticos y otros castigos.
El 27 de marzo de 2019 aconteció la segunda sesión del juicio en donde se consiguió la liberación de Rokaya Mohareb, Aziza al-Yousef y Eman al-Nafjan.